# Lykiskos (Aipytide)
Lykiskos (altgriechisch Λυκίσκος Lykískos) war gemäß Pausanias ein messenischer Adliger aus dem Geschlecht der Aipytiden. Nachdem König Euphaes während des Ersten Messenischen Krieges die Stadt an der Ithome ausbaute und befestigte, wurde auf Geheiß des Orakels eine Jungfrau aus dem Geschlecht der Aipytiden als Opfer für die Götter verlangt. Das Los fiel auf die Tochter des Lykiskos. Obschon der Seher Epebolos sagte, sie sei als Adoptivkind keine Aipytidin, floh Lykiskos mit ihr nach Sparta. Der Aipytide Aristodemos bot deshalb freiwillig seine eigene Tochter als Opfergabe an.
Die Historizität der literarisch ausgeschmückten Ereignisse wird in der Forschung kritisch bewertet und die bei Pausanias angegebenen Datumsangaben gelten als unkorrekt und sollten etwa 40 Jahr später angesetzt werden.

## Quelle
- Pausanias, Reisen in Griechenland 4,9,4–6; 4,10,1